# Metal Gear (mecha)
Metal Gear es el nombre que reciben los tanques bípedos (a excepción del Metal Gear Excelsus, que aparece en Metal Gear Rising) en la serie de videojuegos Metal Gear. Los Metal Gear tienen la función principal de servir como plataformas de lanzamiento de armas nucleares, pero cuentan con una movilidad y habilidad que les permite defenderse de ataques convencionales. El objetivo principal de los juegos de la serie Metal Gear suele ser destruir la última versión de estos robots.

## Modelos de Metal Gear

### Shagohod
En la línea temporal de la saga, el modelo Shagohod (que en ruso significa "el que camina a pasos") aparece no como otro modelo de Metal Gear, sino como otro tanque totalmente diferente pero con la capacidad de lanzar misiles nucleares, aunque teniendo que lograr alcanzar una velocidad máxima. Shagohod fue concebido por el doctor Sokolov en 1964, quien diseñó este prototipo. Se trataba de un modelo experimental, el cual tenía que sabotear y destruir Naked Snake (Big Boss) en la misión Snake Eater, aunque este concepto de tanque es una idea diferente al tanque bípedo Metal Gear, ya que este era considerado como poco práctico para el uso en guerra. El concepto de Metal Gear no fue creado por Sokolov sino por su colega y competidor Granin, quien fue el creador del concepto de tanque bípedo nuclear; el primer hombre en llamar dicho concepto "Metal Gear" fue Granin en la operación Snake Eater.
Para disparar misiles balísticos a grandes distancias, el Shagohod precisaba de una pista de 5 km en la que, acelerado y manteniendo una velocidad de 500 km/h, el proyectil salía a más velocidad. De este modo se podía disparar desde Rusia a Estados Unidos.
El Shagohod no dispone de sistemas defensivos de ninguna clase, por lo que Volgin solo podía atropellar a Naked Snake y a EVA cuando luchaban contra él. Tiene dos puntos débiles: los tornillos sinfín que dan movilidad al Shagohod y la parte trasera expuesta que unía las dos partes del vehículo; disparando cohetes a los primeros se detenía, y el verdadero daño era provocado al dañar la parte trasera vulnerable.
Aparece en Metal Gear Solid 3 para la plataforma PS2, también compatible para ciertos modelos de PS3.

### Metal Gear RAXA
En la línea temporal de la saga, el modelo RAXA aparece como el primer prototipo de Metal Gear durante la rebelión de la unidad FOX. Basado en los diseños originales de Granin, RAXA fue concebido por el doctor Sokolov en 1970 al completar los planos recibidos de Granin. Se trataba de un modelo experimental, el cual tenía que sabotear y destruir Big Boss. Fue diseñado para ser lanzado por un misil Balístico a la Órbita terrestre, desde donde lanzaría sus misiles Nucleares
Aparece en Metal Gear Solid Portable (OPS) para la plataforma PSP.

### Peace Walker
Desarrollado por "Huey" Emmerich, padre de Otacon, que, a partir de los diseños de Granin, creó a principios de los 70 la máquina la IA básica "La unidad Reptil". La Doctora Stragelove instalaría la IA "mamífera", que incluía las pautas de pensamiento de The Boss.El proyecto fue encargado por el responsable de la CIA en Costa Rica, el coronel Coldman. El Peace Walker debía lanzar un misil balístico termonuclear como represalia en caso de amenaza de ataque nuclear contra EE. UU., en caso de que la teoría de la disensión nuclear no funcionase. La IA sería encargada de tomar esta decisión. En MGS:PW Coldman envía unos datos falsos para hacer creer a la IA de Peace Walker que EE. UU. sufría un ataque nuclear, con el objetivo de que la IA tomase una represalia contra Cuba. La única forma de apagar a Peace Walker es apagando la unidad Mamífero (The Boss), Huey le informa a Snake que la única forma de entrar a ella es con una bomba atómica, sin embargo, The Boss le permite entrar a Snake (Big Boss) entrar. Big Boss la desconecta,y Peace Walker se arroja por voluntad de la IA(Boss)a un lago, y así evitar la catástrofe.

### Sahelantropus Ts-84
Metal Gear Sahelanthropus Tchadensis 84, abreviado como Metal Gear ST-84 y más conocido como Metal Gear Sahelanthropus o simplemente Sahelanthropus fue un arma bípeda con capacidad nuclear creada en la década de 1980 por Huey Emmerich para la Unión Soviética. El arma fue desarrollada en secreto en las montañas de Afganistán, y fue terminada en 1984.
Durante el Incidente Phantom Pain, Skull Face, líder de Cipher y XOF, desataría a Sahelanthropus en el Norte de Kabul en Afganistán, para mostrarle al mundo la poderosa arma que poseía la URSS. Si se propagaba la noticia de la existencia de este Metal Gear, la Guerra Fría resurgiría y aumentaría la demanda de armas nucleares, las cuales serían vendidas por el mismo Skull Face, controlando así el mercado nuclear. Sin embargo, el plan se vio frustrado cuando Venom Snake, Kazuhira Miller y demás miembros de Diamond Dogs atacaron OKB Zero, y en un acto de venganza el tercer hijo se puso al control del sahelantropus asesinando a Skull Face,la mayoría de los activos de XOF, el hombre de fuego y también intentó asesinar a Big Boss,el cual pudo detenerlo para llevárselo a la base madre.

### Metal Gear TX-55
Metal Gear original, diseñado por el doctor Drago Pettrovich Madnar. Fue el primer Metal Gear aparecido en la primera entrega de la saga (Metal Gear de MSX). Se trataba de un tanque andante con capacidad para lanzar misiles nucleares desde cualquier tipo de terreno. Fue diseñado y permaneció oculto en Outer Heaven. Finalmente fue destruido por Solid Snake.

### Metal Gear D
Versión mejorada del Metal Gear TX-55, basado en los diseños del doctor Madnar. Estuvo oculto en Zanzíbar Land, en su segundo enfrentamiento con Solid Snake, éste Metal Gear fue pilotado por Gray Fox. La mejora consistía tanto en el diseño, como en el sistema de armamento, que incluía un cañón vulcano; pero con un blindaje más fino en las patas. En Snake Eater, aparece en los diseños de Granin junto con el Metal Gear REX.
Aparece en Metal Gear 2: Solid Snake de 1990 para MSX.

### Metal Gear REX
Diseñado por Hal Emmerich, fue construido secretamente en Shadow Moses por Arms Tech como prototipo para una futura serie de tanques andantes para las fuerzas norteamericanas. Metal Gear REX difiere de sus predecesores en varios aspectos. Para empezar, sus patas han sido reforzadas, que eran el punto débil de los anteriores modelos. Va armado con un cañón Vulcan, un láser, dos ametralladoras bajo la cabina y una railgun como brazo derecho. Lleva incluido un sensor direccional en la parte izquierda para detectar misiles, tanques y cazas enemigos. En la parte trasera es capaz de llevar misiles nucleares y en las articulaciones de sus piernas tiene tres morteros en cada una. Como arma, el modelo REX no está sometido a las directrices de los tratados internacionales ya que es un proyecto secreto entre Arms Tech y DARPA.
FOX-HOUND fue invitado a la prueba final de Metal Gear, con lo que se obtuvieron datos suficientes y necesarios para iniciar la producción en masa. Sin embargo FOX-HOUND se hizo con el control de Shadow Moses. El panel de la sala de control que obtuvo los datos fue destruido por los disparos, y el presidente de Arms Tech, Kenneth Baker, era quien tenía el disco óptico con la única copia de los datos obtenidos durante el ejercicio. Este disco le fue entregado a Solid Snake, y posteriormente le fue robado por Revolver Ocelot durante la tortura a la que le sometió.
Solid Snake se enteró de sus existencia por parte de Donald Anderson(quien en realidad era Decoy Octopus imitándolo) en las celdas de retención del complejo de Shadow Moses. Snake dedujo que la isla era un almacén de cabezas nucleares sin disposición de misiles, de modo que no tenía idea de cómo iba FOX-HOUND a lanzar la bomba nuclear con la que amenazaban atacar, y entonces Donald Anderson le revela el secreto del proyecto.
En Snake Eater, Alexander Leonovich Granin aparece como el auténtico creador del Metal Gear. Sus diseños originales llegaron a un contacto en Estados Unidos, Que resultaba ser el Huey Emmerich(padre de Hal/Otacon).En los planos se ven los diseños del Metal Gear REX y del modelo D. Aparece en Metal Gear Solid 4, lo pilota Solid Snake para lucha contra el Metal Gear RAY pilotado por Ocelot/liquid.

### Metal Gear RAY
Modelo diseñado por los marines de los Estados Unidos, no como una plataforma nuclear andante, sino como un arma de defensa de los diferentes modelos de Metal Gears repartidos por el mundo. Tras el incidente de Shadow Moses, Revolver Ocelot vendió los planos del modelo REX en el mercado negro. Entonces los marines diseñaron su propio modelo para defenderse de los demás. RAY era el modelo definitivo de Metal Gear, creado para destruir los prototipos de REX esparcidos por el mundo. el coronel Scott Dolph planeaba imponer su hegemonía gracias al Metal Gear RAY. Sin embargo el prototipo original fue robado por Revolver Ocelot.
El modelo Metal Gear RAY difiere completamente de los modelos anteriores, en principio, no se trata de un tanque con capacidad nuclear. Coincide en el diseño bípedo y en el armamento láser. RAY es mucho más ágil y dinámico que los anteriores, es terrestre y anfibio, lleva incluido una larga cola para mantener el equilibrio fuera del agua, y como timón en mares y océanos. Su sistema se mantiene gracias a un tipo de sangre artificial. Al diseñarse el Arsenal Gear, Metal Gear RAY fue concebido y producido en masa como defensa para el Arsenal, la auténtica plataforma nuclear. Al igual que el prototipo original, estos RAYs servían como defensa de otros modelos.
Entre los objetos que Granin tenía en su despacho en la Oficina de Diseño de Granin, aparte de los planos originales del Metal Gear, había una maqueta del Metal Gear RAY.
Aparece en Metal Gear Solid 2: Sons of Liberty de 2001 para PlayStation 2, también llamado Metal Gear Solid 2: Substance, en su versión para PC. También en Metal Gear Solid 4: Guns of the Patriots aparece una de estas unidades en Shadow Moses pilotada por Liquid Ocelot en un enfrentamiento en el que Solid Snake pilota el Metal Gear REX que supuestamente destruyó y cuya railgun le ha sido sustraída.
En Metal Gear Rising: Reveange también aparece un Metal Gear RAY el cual es destruido por Raiden.

### Metal Gear Excelsus
Aparece en Metal Gear Rising: Reveange manejado por el senador Armstrong, dicho robot tiene parecido con una hormiga.